# ستيوارت ميريل
ستيوارت ميريل (بالإنجليزية: Stuart Merrill)‏ هو مترجم وشاعر أمريكي، ولد في 1 أغسطس 1863 في هيمبستيد في الولايات المتحدة، وتوفي في 1 ديسمبر 1915 في فرساي في فرنسا.

## وصلات خارجية
- ستيوارت ميريل على موقع الموسوعة البريطانية (الإنجليزية)